# Нейман, Цеслав Гермогенович
Цеслав (Чеслав) Гермогенович Нейман (1852 — 1906) — русский юрист и судебный деятель, польский фольклорист, этнограф, историк и археолог, представитель украинской школы в польской исторической литературе. Отец математика Ежи Неймана.

## Биография
Окончил юридический факультет Киевского университета. В течение 15 лет служил присяжным поверенным в округе киевской судебной палаты в Виннице, затем судебным следователем, товарищем прокурора и членом симферопольского окружного суда. Активно сотрудничал с журналом «Киевская старина» (1883—1884).
Печатался в журналах «Заря», «Atheneum», «Wisla», «Сборнике сообщений отечественной антропологии» («Zbior wiadomosci doantropologii krajowej»).
Автор многих работ по малорусской истории и этнографии, напечатанных в «Киевской Старине» и в польских изданиях.
Автор исследований по украинскому фольклору и археологии. Издал «Археологические заметки с российского Подолья» (Варшава, 1889). Среди исторических трудов Неймана известной является «Древняя Брацлавщина и её люди».
Умер 24 апреля 1906 года в Симферополе.

## Избранные публикации
- «Куплетные формы народной южнорусской песни» (1883, август);
- «Малорусский песенник XVIII века» (1884, май);
- «Суд Божий над душой грешника» (1884, июнь) — южнорусская драма конца XVII века, с предисловием;
- «Любопытная книжка конца XVIII столетия» (1884, июль);
- «Старая Брацлавщина и её люди» (1889, октября; 1890, август);
- примечания к сборнику песен в VIII томе «Zbiòr wiadomośći do antrop. krajowej».